# Kastell Teutoburgium
Das Kastell Teutoburgium war ein römisches Militärlager, dessen Besatzung für Sicherungs- und Überwachungsaufgaben am Limes Pannonicus zuständig war. Die Anlage befand sich in der Antike unmittelbar an der Donau. Der Strom bildete in weiten Abschnitten die römische Reichsgrenze. Die heute weitgehend zerstörten Reste des Kastells befanden sich auf dem Gebiet der kroatischen Ortschaft Dalj in der Gespanschaft Osijek-Baranja.

## Lage und Geschichte

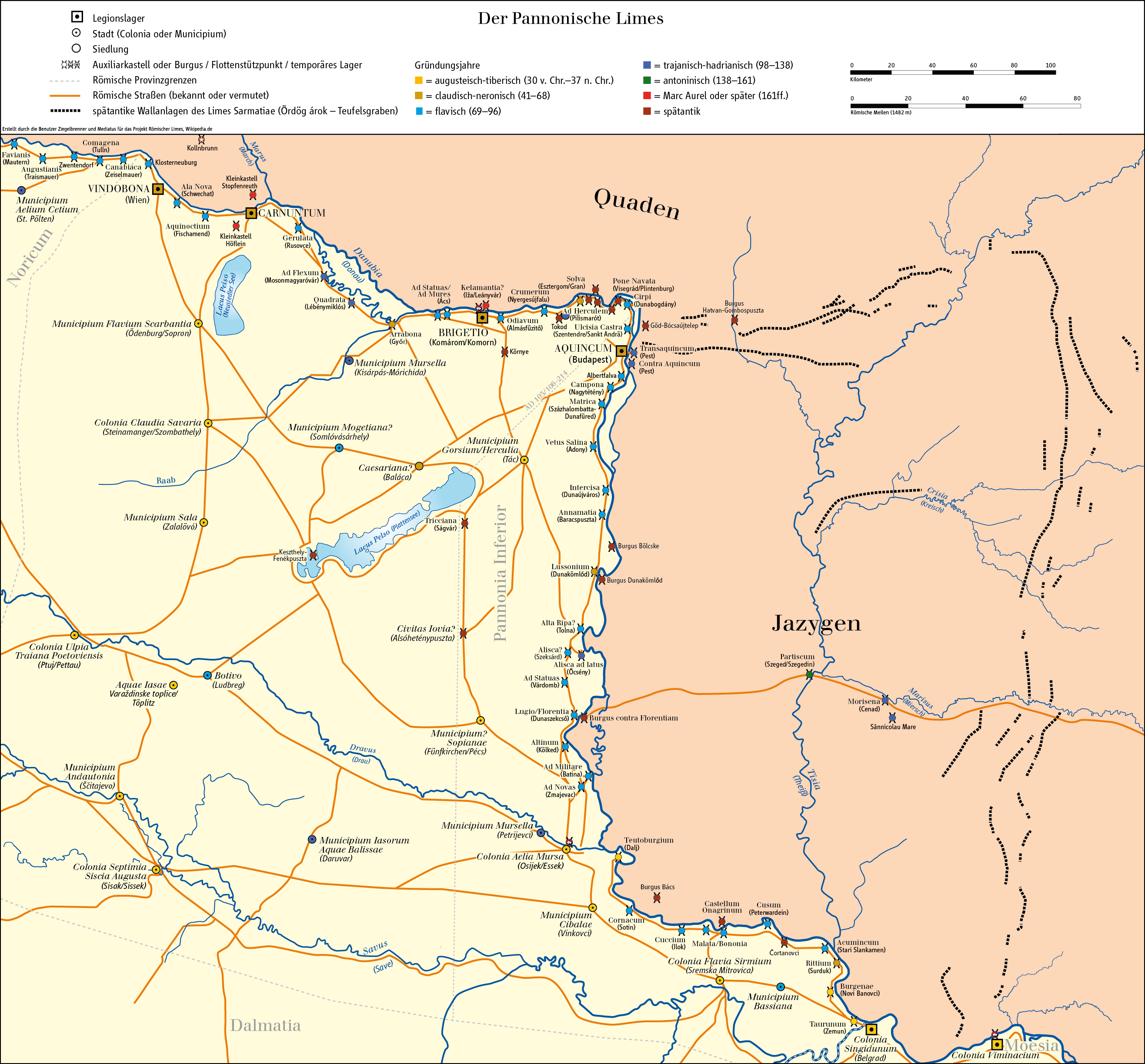
Die Lage von Teutoburgium am pannonischen Limes

Dalj wurde für seine meist nicht aus regulären Grabungen stammenden Funde der frühen Eisenzeit bekannt, die in einer Urnennekropole gemacht wurden. Insbesondere der 1906 in den Besitz der Berliner Museen gekommene vorgeschichtliche Goldfund von Dalj hat die Region bekannt gemacht und wird bis heute kontrovers diskutiert.
Das Kastell wurde an einem von vielen Nebenarmen und Altwassern der Donau durchzogenen Landstrich errichtet, die das weitgehend flache Umland geprägt haben. Rund 50 Kilometer nördlich von Teutoburgium bildete eine hervorstechende, westöstlich orientierte längliche Hügelkette, die rund 100 Meter hohe Banska kosa, welche die Römer Aureus Mons (Goldener Berg) nannten, eine wichtige Landmarke. Von Teutoburgium aus konnte neben der Donau auch die Mündung der von Nordwesten kommenden Drau kontrolliert werden. Eine Hauptaufgabe der Kastellbesatzung war die Überwachung des seit dem 1. Jahrhundert n. Chr. am gegenüberliegenden Donauufer errichteten Siedlungsgebietes der sarmatischen Jazygen, die Rom nach ersten Erfahrungen als sehr gefährliche Gegner einschätzte und die mehrfach in der Geschichte mit ihren bogenschießenden Kataphrakten tief in die römischen Anrainerprovinzen einfielen. Die Kultur der Jazygen, die bis zum Krieg des Kaisers Valentinian I. in den Jahren 374–375 n. Chr. eine Bedrohung blieben, überlebte nach der Vermischung mit anderen Stämmen und Völkern offensichtlich das 4. Jahrhundert nicht.
Die bereits durch die Seitenerosion der Donau stark beschädigten Reste des Kastells wurden offenbar im Zuge der Errichtung einer Ziegelfabrik fast vollständig zerstört. Während der 1950er Jahre konnte das Profil der beiden Kastellgräben noch am steilen Uferhang der Donau beobachtet werden. Über offizielle Grabungen am Kastell, dessen Aussehen völlig unbekannt ist, wurde bisher nichts veröffentlicht.
Es ist vorstellbar, dass die Fortifikation in Analogie zu der Entwicklung anderer Kastellorte am pannonischen Limes zunächst als rechteckiges Holz-Erde-Lager entstand und im 2. Jahrhundert in Steinbauweise erneuert wurde. Gleichfalls wird es, wie sich andernorten feststellen ließ, kriegerische Zerstörungen, Wiederaufbauten und Umbauten gegeben haben. Nahe am Kastell wird ein Militärbad existiert haben, das zur Standardausstattung aller festen Militärstandorte an den römischen Reichsgrenzen gehörte.

## Name
Seit dem 19. Jahrhundert investierten Wissenschaftler und Gelehrte mehr Zeit in die Analyse des Namens Teutoburgium als in die Erforschung der lange nicht bekannten Örtlichkeit des Kastells. Der Name wird erstmals im 2. Jahrhundert n. Chr. von dem Geographen Claudius Ptolemäus als Τευτοβούργιον erwähnt. Anschließend findet er sich im Itinerarium Antonini, einem Reichsstraßenverzeichnis aus dem 3. Jahrhundert, als Teutiburgium und auf der Tabula Peutingeriana, einer kartografischen Darstellung des römischen Straßennetzes im 4. Jahrhundert, als Tittoburgum. Auch die Notitia dignitatum, ein spätrömisches Staatshandbuch aus der ersten Hälfte des 5. Jahrhunderts, kennt den Ort als Teutiburgium. Viele Forscher wie der Germanist Tibor Lénárd tendieren dazu, den Untersuchungen seiner Kollegen Adolf Bach (1890–1972) und Ernst Schwarz (1895–1983) zu folgen und dem Namen eindeutig einen germanischen Ursprung zuzuschreiben, wobei Schwarz darauf verwies, „daß ‚Volksburgen‘ Teutoburgium hießen“. Sprachetymologisch wird „teut“ mit „deutsch“ gleichgesetzt.

## Truppe
Von Bedeutung sind für die wissenschaftliche Forschung mehrere geborgene Soldatengrabsteine sowie die Reste militärischer Gegenstände. In Teutoburgium lagen immer Reitereinheiten.
| Zeitstellung              | Truppenname                                                              | Bemerkung |
| ------------------------- | ------------------------------------------------------------------------ | --- |
| vor 99 n. Chr.            | Ala II Hispanorum Aravacorum                                             | Eine Grabstele wurde für den aus Hispanien stammenden Decurio (Schwadronführer) Tiberius Claudius Valerius errichtet, der nach einer Dienstzeit von 30 Jahren im Alter von 50 Jahren verstarb. Seine Einheit, das Zweite hispanische Reiterregiment der Aravacer, war ursprünglich nahe bei Madrid ausgehoben worden. Der Stein wird in die Mitte des 1. Jahrhunderts n. Chr. datiert. Ein anderer Decurio der Ala II Hispanorum Aravacorum, dessen Name nicht erhalten blieb, starb als Veteran. Auch sein Stein wird in das mittlere 1. Jahrhundert datiert. Wie zwei in Dalj gefundene Asse, die in spättiberischer oder spätestens frühclaudischer Zeit gegengestempelt wurden, nahelegen, hat sich die Einheit wahrscheinlich in dieser Zeit hier festgesetzt (siehe dazu auch das Kapitel Funde). Später wurde das Regiment in die Provinz Moesia inferior (Niedermösien) verlegt, wo sie in einem Militärdiplom aus dem Jahr 99 n. Chr. erwähnt wird. |
| 2. Jahrhundert n. Chr.    | Ala I Praetoria civium Romanorum                                         | Das „Erste prätorianische Reiterregiment römischen Bürgerrechts“ wurde um 84/85 aus der Provinz Niedergermanien nach Pannonien verlegt und kam noch am Ende des 1. Jahrhunderts in die Provinz Obermösien. Dies belegt ein Militärdiplom aus dem Jahr 93 n. Chr. Das Regiment findet sich nach einer beim Kastell Ad Militare gefundenen Konstitution auch noch 103/106 in dieser Provinz und wird später nach Teutoburgium verlegt. Die Einheit ist unter anderem durch die Grabinschrift ihres Decurios Marcus Ulpius Super in Teutoburgium nachgewiesen, der nach 16 Dienstjahren im Alter von 32 Jahren verstarb. |
| um 200 n. Chr.            | Ala I Civium Romanorum                                                   | Nach ihrem Einsatz in den Dakerkriegen wurde das schon sehr früh in Pannonien stationierte „Erste Reiterregiment römischen Bürgerrechts“ – wohl in den Jahren 113/114 – in die Provinz Pannonia inferior zurückbeordert und wahrscheinlich in das Donaukastell Rittium (Surduk) versetzt. Zwischen 118/119 und 138 lässt sich ihr Standort in der Provinz noch nicht lokalisieren, es könnte sich jedoch um Burgenae gehandelt haben. Anschließend könnte die Ala bis 176 im Kastell Intercisa am Donaulimes kaserniert worden sein. 149 nahm eine Vexillation der Truppe am Krieg des Kaisers Antoninus Pius in Mauretanien teil. Von Intercisa aus kam die Ala möglicherweise nach Őcsény-Szigetpuszta und blieb dort bis um 200. Der nächste Standort war Teutoburgium. 252 nahm die Truppe am Perserkrieg des Kaisers Trebonianus Gallus teil. Steinerne Dokumente für das Regiment hinterließen in Teutoburgium sein Kommandeur, der Präfekt Caius Aurelius Martinus und der pensionierte Duplicarius Veturius Dubitatus, der im 2. Jahrhundert n. Chr. einen 1910 an der Limanska ulica gefundenen Weihestein für den Lichtgott Mithras setzte. |
| 4./5. Jahrhundert n. Chr. | Equites Dalmatae, Cuneus equitum Dalmatarum, Teile der Legio VI Herculia | Wie die Notitia Dignitatum berichtet, lagen während der Spätantike zuerst dalmatinischen Reiter in Garnison, denen der Cuneus equitum Dalmatarum folgte. Auch eine Vexillation der Legio VI Herculia ist belegt. |

Caius Oppius Bebius, ein Beneficiarius consularis der in Lauriacum kasernierten Legio II Italica piae fidelis Severiana (Zweite italische Legion, from, treu severianisch) löste im Jahr 226 in Teutoburgium ein Gelübde für Jupiter ein.
Angeblich stammt aus Teutoburgium auch ein Altar für Herkules, den der Ritter und Offizier Titus Flavius Magianus setzen ließ:
Deo
sancto
Herculi
T(itus) Fl(avius) Magi-
anus prae(fectus)
coh(ortis) I His-
pan(orum) eqq(uitatae)
trib(unus) coh(ortis)
II Aur(eliae) Dac(orum)
P(iae) F(idelis) |(miliariae) eqq(uitatae)
v(otum) s(olvit) l(ibens) m(erito)
Übersetzung: „Dem heiligen Gott Herkules; Titus Flavius Magianus, (ehemaliger) Präfekt der Ersten teilberittenen Kohorte der Hispanier, Tribun der Zweiten teilberittenen Doppelkohorte der Daker, „die Aurelianische“, from, treu hat sein Geblübde gern und nach Gebühr erfüllt.“
Nach einer Autopsie der Inschrift hat der Archäologe Julianus Egidius Bogaers (1926–1996) feststellen können, dass die ältere Lesung des Kohortenehrennamens als AVG(ustae) falsch gewesen ist. Seither hat sich das AVR(eliae) durchgesetzt. Die Existenz einer dakischen Kohorte mit dem Ehrennamen Augusta wäre schon mit Blick auf die erst während der Regierungszeit des Kaisers Trajan (98–117) erfolgte Eroberung Dakiens auch sehr ungewöhnlich gewesen. Seit der serbischen Invasion Kroatiens 1991 ist der Altar verschwunden. Statt Magianus könnte das Cognomen des Tribuns auch Macianus gewesen sein. Die ältere Lesung als Mac(ri)anus gilt als weniger wahrscheinlich. Der Archäologe Jenő Fitz (1921–2011) legte sich bei der zeitlichen Verortung der Inschrift auf das  letzte Drittel des 2. Jahrhunderts fest. Der Garnisonsort dieser dakischen Kohorte ist unbekannt.

## Vicus
Über das Aussehen des an den Ausfallstraßen des Kastells errichteten Vicus ist nichts Genaueres bekannt. Bemerkenswert ist ein in Dalj geborgener Weihealtar für Jupiter Optimus Maximus (den Größten und Besten), den der Decurio coloniae Marcus Aurelius Quintilianus, ein auf Lebenszeit ernannter Ratsherr aus dem südwestlich gelegenen Cibalae (Vinkovci), setzen ließ.
I(ovi) O(ptimo) M(aximo)
M(arcus) Aurel(ius) Quin(ti)-
lianus dec(urio) c-
ol(oniae) Cibal(ensium) qua-
estorius ob incolum-
itatem suam
suorumque
omnium
v(otum) s(olvit)
l(ibens) m(erito)
Marcus Aurelius Quintilianus besaß ein Grundstück (ager quaestorius) südlich von Teutoburgium. Die Grenze zwischen den Gebieten der nordwestlich von Teutoburgium gelegenen Mursa Major (Esseg) und Cibalae befand sich nahe bei Dalj.

## Gräberfelder
Neben den bereits genannten Grabsteinen von Militärpersonen wurden weitere Inschriften und Bruchstücke von Gräbern geborgen, die größtenteils den im Vicus, dem Lagerdorf, lebenden Menschen gehört haben werden. Die genauen Fundstellen der steinernen Monumente sind oft unbekannt.

## Funde

### Ziegel und Keramik
Aus Teutoburgium wurden bereits im 19. Jahrhundert Ziegelstempel der im nordpannonischen Brigetio stationierten Legio I Adiutrix bekannt. Zum Fundgut zählt auch Keramik, darunter mit der Marke CRISPINILI gestempelte Amphoren, wie sie auch am Kärntener Magdalensberg gefunden wurden. Weitere Transportgefäße mit diesem Namen wurden unter anderem auch im Schutthügel des Legionslagers Carnuntum und am rätischen Donaukastell Oberstimm entdeckt. Ein weiterer Hersteller mit der Marke OFFOCL (off. Ocl.) ist mit seinen Amphoren in Pannonien ebenfalls aus Carnuntum, Vindobona und Sirmium bekannt. Weitere Amphorenstempel aus Teutoburgium sind OFF … DAS, und OFFCOSTINI. Das off. steht höchstwahrscheinlich für officina, was mit Fabrik beziehungsweise Werkstätte zu übersetzen ist.

### Münzen
Von einem unbekannten Fundplatz in Dalj stammen zwei zwischen 16 und 2 v. Chr. geprägte Asse mit Gegenstempeln, die mit drei in Budapest aufbewahrten Münzen stempelgleich sind. Die AL-AR lautende Schlagmarke wird mit der hier im 1. Jahrhundert n. Chr. liegenden Ala II (Hispanorum) Aravacorum gleichgesetzt. Die Zeitspanne der Gegenstempelung wird in der spättiberischen oder spätestens frühclaudischen Zeit vermutet.

### Bronzen
Zum Fundgut aus Dalj gehört auch die seit 1906 in Zagreb aufbewahrte, vier Zentimeter lange Bronzestatuette einer hellenistisch inspirierten Sphinx, die einen Hinweis auf die Verbreitung von ägyptischen Kulten am pannonischen Limes liefert. Das liegend dargestellte Figürchen besitzt zwei weibliche Brüste und an den Schultern zwei Flügel. Des Weiteren stammt aus Teutoburgium das Fragment einer Waage.
Der bedeutendste Militariafund betrifft eine weitgehend vollständige dreiteilige bronzene Rossstirn, die um 1920 bekannt wurde und von dem Direktor des damaligen Archäologischen Museums in Agram (Zagreb), Victor Hoffiller (1877–1954), für das Museum erworben werden konnte.

## Siedlungsspuren im Umland
Im nordwestlich von Teutoburgium am Krasicabach gelegenen Popovac – bis 1920 Baranyabán bzw. Ban – wurde im 19. Jahrhundert eine Inschrift entdeckt, die für den pannonischen Weinanbau von großer Bedeutung ist. Südlich des Ortes wurden Siedlungsspuren beobachtet, darunter neben Resten von Grabmälern, die heute im Slawonisches Museum in Osijek (Esseg) verwahrt werden, auch Ziegelstempel:
- der COH(ors) VII BR(eucorum) – 7. Kohorte der Breuker,
- der COH(ors) III ALP(inorum) – 3. Kohorte der Alpenbewohner,
- und QVADRIBUR(gium).

In Popovac oder dem westlich gelegenen Dorf Branjin Vrh (branj = Weinlese) wird das römische Antianae mutmaßlich verortet. Der ab dem frühen 4. Jahrhundert gepflegte Weinanbau am Goldenen Berg der Römer hatte auf den Lössböden am Unterlauf des Krasicabachs bis zur Vertreibung der Donauschwaben 1945 eine große Tradition und wurde danach weitgehend aufgegeben. Ob der frühneuzeitliche Rebenanbau seinen Traditionsstrang bis in die Antike führen kann, ist unbekannt. Jedoch wurde in der Region ab der römischen Zeit Wein kultiviert. Dies bezeugt eine dem Liber Pater als Gott des Weinbaus gewidmeter Weihealtar aus Kalkstein, der eine stark beschädigte Inschrift trägt. Die folgende Rekonstruktion und Übersetzung der Inschrift basiert auf der 2006 im Forum Archaeologiae erschienenen digitalen Veröffentlichung des Archäologen Friedrich Brein (1940–2011).
Deo Lib(ero) patri.
Aur(elius) Cons[tanti]us
ex pro[c(uratore)] v[i]n[ea]r(um)
inst(ituendarum) qui viribus
5 suis inseruit
per instant(iam) Ve-
nanti(i) fili(i) sui
vineae ar(e)p(ennes) CCCC
ex his v(itibus) Cupenis
10 v(itibus) Terminis
v(itibus) Valle(n)sibus
v(itibus) Caballiori(s).
Übersetzung: „Dem Gott Vater Liber! Aurelius Constantius, gewesener Procurator für die Anlage von Weingärten, der mit seinen Mitteln über Betreiben seines Sohnes Venantius 400 Arepennen (50 Hektar) Weingarten veredelt hat, darunter mit cupenischen, terminischen, vallensischen, caballiorischen Reben.“
Wie der Archäologe und Epigraphiker András Mócsy (1929–1987) feststellte, war der Name des Großgrundbesitzers Aurelius Constantius nachträglich getilgt worden. Mócsy zufolge könnte der Dedikant in Ungnade gefallen sein. Dann wären seine Güter vom Staat eingezogen worden.

## Nachrömische Entwicklung
Nur etwas mehr als ein Jahrzehnt nach dem 433 n. Chr. erfolgten endgültigen Zusammenbruch der römischen Herrschaft in Pannonien entstand ein reich ausgestattetes, wohl ostgotisches Frauengrab, das westlich des geräumten Kastellorts Teutoburgium – am anderen Ufer der Donau – in Karavukovo (Bácsordas), untersucht werden konnte. Ein dort gefundener stempelfrischer Solidus, der während der Regierungszeit des Kaisers Theodosius II. (408–450) im Jahr 443 geschlagen wurde, weist auf den frühesten Zeitpunkt hin, an dem die Grablege eingerichtet wurde. Die Fundstelle zeugt auch davon, dass sich auf dem einstigen Territorium der Jazygen nun auch andere Volksstämme befanden.
Bei Dalj wurden spätawarische Gürtelgarnituren geborgen, die eine zumindest zeitweilige Anwesenheit von Mitgliedern dieser Volksgruppe nahelegen.

## Fundverbleib
Funde – insbesondere die Steindenkmäler aus dem römischen Teutoburgium und der Umgebung – können heute im Archäologischen Museum Zagreb und im Slawonischen Museum in Osijek (Esseg) besichtigt werden. Streufundmaterial, das zumeist ohne nähere Ortsangabe bekannt wurde, befindet sich auch in Budapest.

## Denkmalschutz
Archäologische Funde und Stätten sowie archäologische Zonen, Landschaften und Teile davon sind Kulturgüter der Republik Kroatien und genießen besonderen Schutz. Zuständig ist die Kroatische Verwaltungsbehörde für Denkmalschutz im Ministerium für Kultur in Zagreb. Den Schutz regelt das auf Artikel 89 der kroatischen Verfassung erlassene Gesetz Nr. 01-081-99-1280/2 vom 18. Juni 1999 mit seinen nachfolgenden Ergänzungen und Änderungen. Beschädigung, Zerstörung und der Diebstahl von Kulturgütern ist sofort, aber spätestens am nächsten Tag der zuständigen Behörde zu melden. Unangemeldete Grabungen sind verboten, Verstöße gegen die Ausfuhrregelungen werden im schwersten Fall als Verbrechen, im leichtesten Fall als Vergehen im Sinne der kroatischen Gesetzgebung gerichtlich geahndet.